# 니왓탐롱 분송파이산
니왓탐롱 분송파이산(태국어: นิวัฒน์ธำรง บุญทรงไพศาล, 1948년 1월 25일~)은 태국의 기업인이자 정치인으로 2014년 5월 7일 잉락 친나왓이 태국 헌법재판소에서 해임된 이후 취임 3주 만에 쿠데타로 퇴진할 때까지 총리 대행을 지냈다. 총리 대행이 되기 전에는 부총리 겸 상무부 장관을 지냈고, 그 전에는 국가의 쌀 공약 계획을 관리했다.

## 초기 및 개인 생활
니왓탐롱은 1948년 1월 25일에 태어났다. 그는 시나카린위롯 대학교에서 교육학 학사 학위를, 쭐랄롱꼰 대학교에서 컴퓨터 공학 석사 학위를 받았으며 분파차리 분송파이산과 결혼했다.

## 사업 경력
탁신 친나왓의 가까운 사업 동료인 니왓탐롱은 1995년부터 신 코퍼레이션의 미디어 및 광고 부문 집행위원회 회장으로 재직했으며 2000년부터는 부회장으로 재직했다. 2001년부터 2002년까지 iTV 부회장, 1993년부터 1995년까지 iTV의 이사로 재직했으며, 2008년부터 2010년 3월 16일까지 이사회 이사로 재직했다.

## 정치 경력
니왓탐롱은 농민들로부터 쌀이 부풀려진 가격으로 사들여졌고 이후 구매자가 없어 썩게 되는 논란이 되고 있는 쌀 공약 제도의 책임자를 지냈다. 2013년 6월 30일 그는 상무장관과 잉락 친나왓 내각의 부총리로 임명되었다.

### 총리 대행
2014년 5월 7일, 니왓탐롱은 잉락 친나왓 총리와 내각의 몇몇 구성원들이 총리직에서 물러난 후 총리 대행이 되었다. 2014년 5월 22일 군부 쿠데타로 해임되었다.